# Fátima
Fátima é uma cidade portuguesa de 10533 habitantes (2021). Está situada na Serra de Aire, na antiga província da Beira Litoral, e na atual região Oeste e Vale do Tejo e NUT3 do Médio Tejo.
É sede da Freguesia de Fátima, no Município de Ourém, que tem 13 212 habitantes (censo de 2021) e uma área de 71,29 km² tendo, por isso, uma densidade populacional de 185,3 hab./km².
A sua fama mundial deve-se ao fenómeno das aparições da Virgem Maria relatadas por três pastorinhos de 13 de maio até 13 de outubro de 1917.
A nível eclesiástico, a cidade de Fátima é simultaneamente sede de diocese com a cidade de Leiria. O nome da, então, renomeada Diocese de Leiria-Fátima foi atribuído pelo Papa João Paulo II a 13 de maio de 1984. A única paróquia existente na cidade tem como orago Nossa Senhora dos Prazeres. A freguesia da Serra, como era originalmente conhecida, fora desmembrada da Colegiada de Ourém no ano de 1568.
Devido ao Santuário de Nossa Senhora de Fátima, situado no lugar da Cova da Iria, a cidade tornou-se num dos mais importantes destinos internacionais de turismo religioso, recebendo cerca de seis milhões de pessoas por ano.

## História

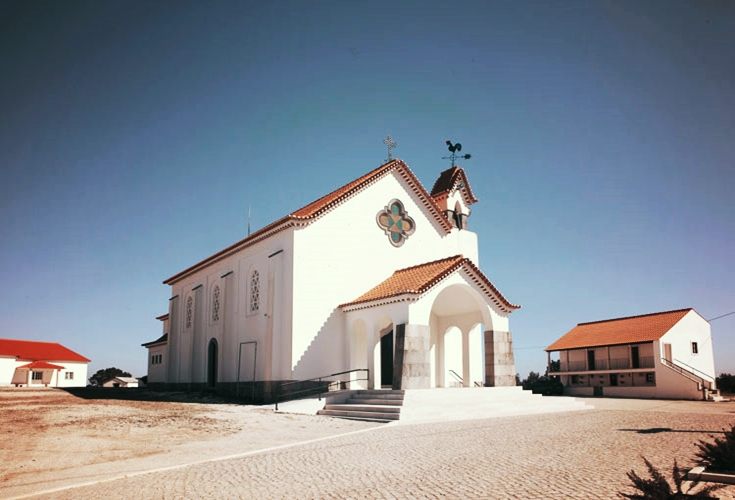
O Santuário de Nossa Senhora da Ortiga, no lugar da Ortiga (Fátima)

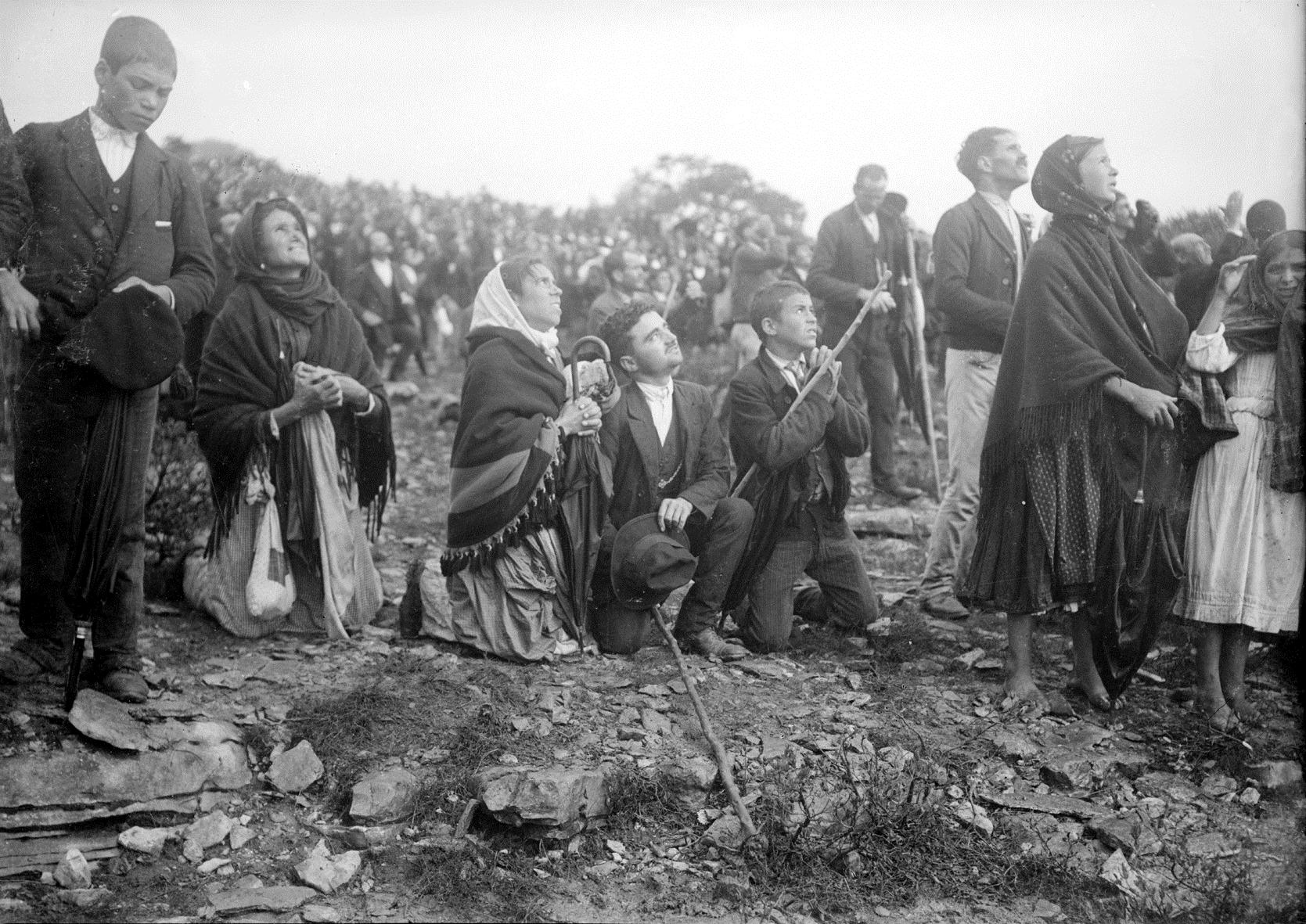
Uma fotografia do momento do Milagre do Sol, o fenómeno ocorrido no dia 13 de outubro de 1917

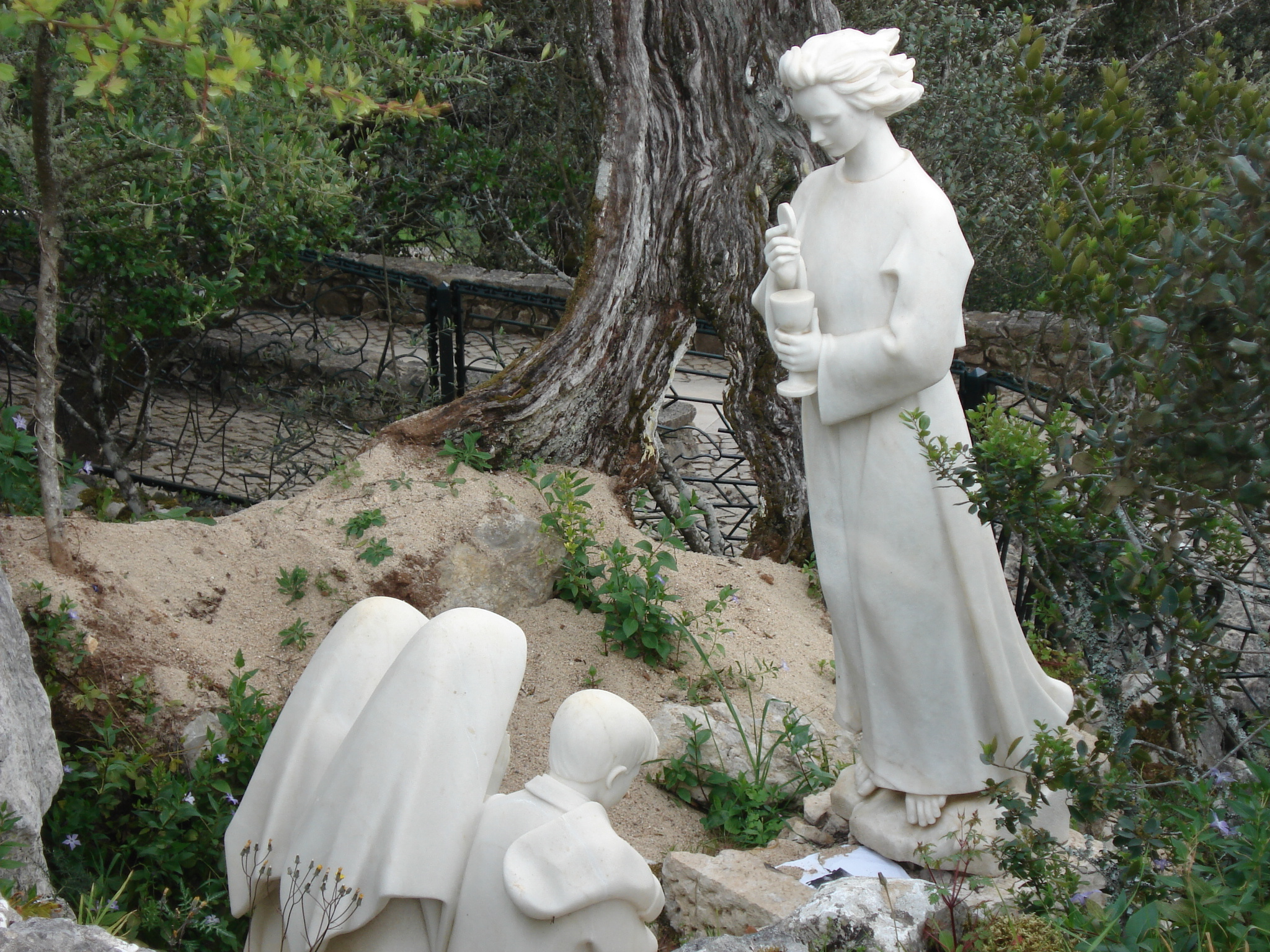
A Loca do Cabeço (ou a Loca do Anjo de Portugal) no local da sua aparição três pastorinhos, nos Valinhos (Fátima)

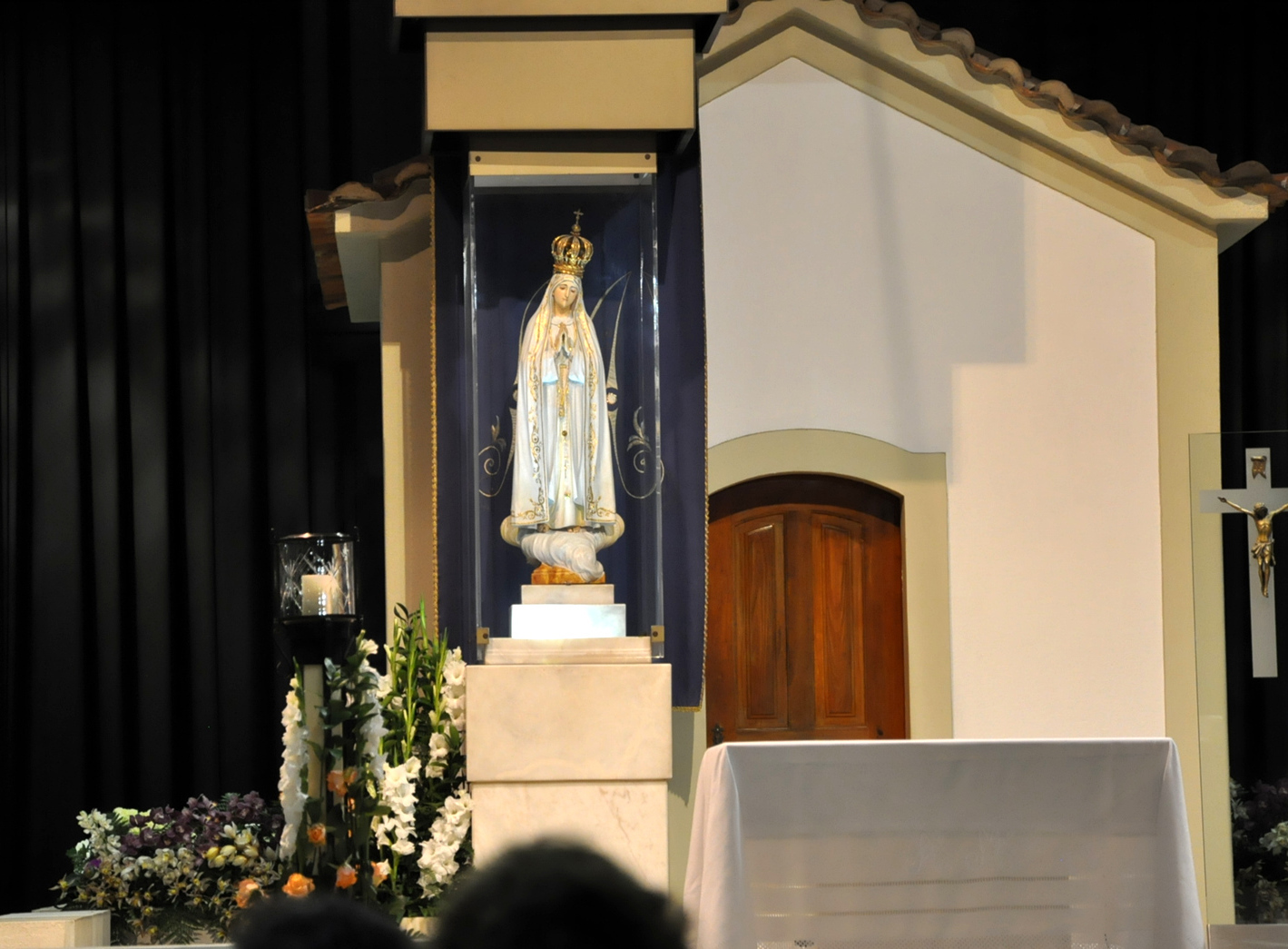
A Capelinha das Aparições com a imagem de Nossa Senhora de Fátima

O nome da cidade provém do nome árabe Fátima (Fāţimah, Árabe: فاطمة ), uma das filhas do profeta Maomé. Segundo uma lenda, não confirmada, o topónimo deriva de uma princesa moura local de seu nome Fátima que, depois de haver sido capturada pelo exército cristão durante a Reconquista Cristã, foi dada em casamento a um conde de Ourém. Tendo-se convertido à religião cristã, foi baptizada em 1158, recebendo o nome de Oriana. Às terras serranas, o conde deu o nome de Terras de Fátima, em memória dos seus ancestrais, e ao condado o nome de Oriana, depois mudado para Ourém.
A história da cidade de Fátima está, no entanto, mais associada ao fenómeno das aparições da Virgem Maria. Primeiramente, por volta do ano de 1758, Nossa Senhora terá aparecido a uma pastorinha muda no lugar onde hoje se ergue o Santuário de Nossa Senhora da Ortiga, e, mais tarde, já no século XX, a três outras crianças – conhecidos como "Os Três Pastorinhos". Lúcia dos Santos e os seus primos, Francisco e Jacinta Marto, a 13 de maio de 1917, enquanto estavam a apascentar as suas ovelhas no lugar da Cova da Iria, testemunharam a primeira de várias aparições de uma linda Senhora vestida de branco. No local ergue-se atualmente a Capelinha das Aparições. A Senhora, mais tarde referida como a Senhora do Rosário, declarou ter sido enviada por Deus com uma mensagem: um apelo à oração, ao sacrifício e à penitência. Ela visitou os pastorinhos, aparecendo-lhes todos os dias 13 entre os meses de maio e outubro de 1917. A última aparição deste ciclo ocorreu a 13 de outubro, e cerca de 70 000 peregrinos testemunharam e assistiram ao chamado Milagre do Sol.
A Virgem Maria, em Fátima, trouxe uma mensagem que consistia no apelo à oração constante e pediu aos pastorinhos que anunciassem a todos a necessidade de se rezar o Terço todos os dias, pela conversão dos pecadores, pela conversão da Rússia e pelo Papa. Nossa Senhora revelou-lhes, ainda, o chamado "Segredo de Fátima", o qual foi dividido em três partes: a visão do inferno onde os pecadores caíam pela sua falta de fé; o anúncio do começo de uma nova guerra mundial (confirmou a Segunda Guerra Mundial); e a terceira parte do segredo foi escrita pela vidente Irmã Lúcia em 1944. Finalmente, a 13 de maio de 2000, durante a sua visita a Portugal, o Papa João Paulo II, por meio do Secretário de Estado do Vaticano, o Cardeal Angelo Sodano, divulgou parte do conteúdo da terceira parte do Segredo.

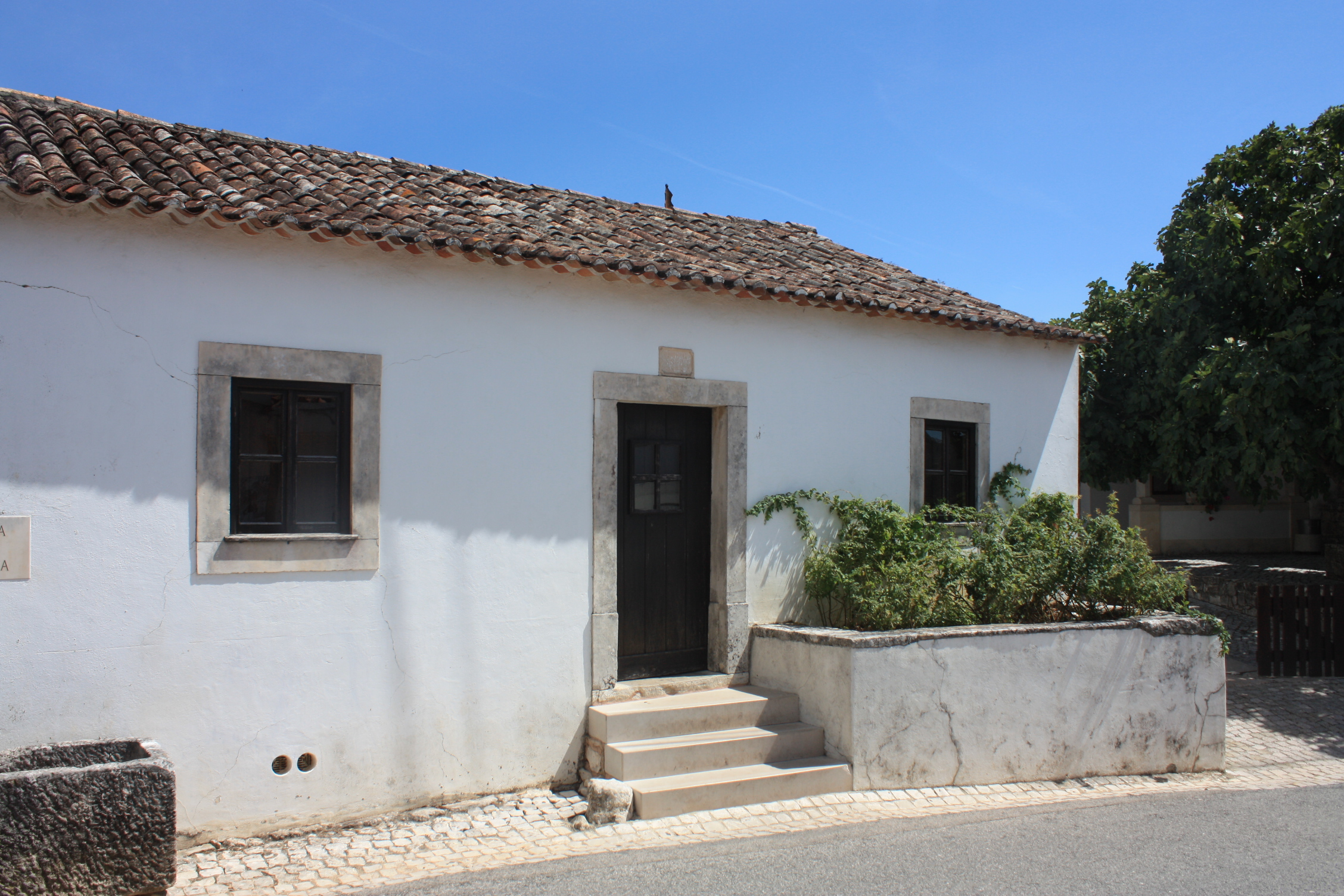
Casa da Lúcia em Aljustrel, Fátima

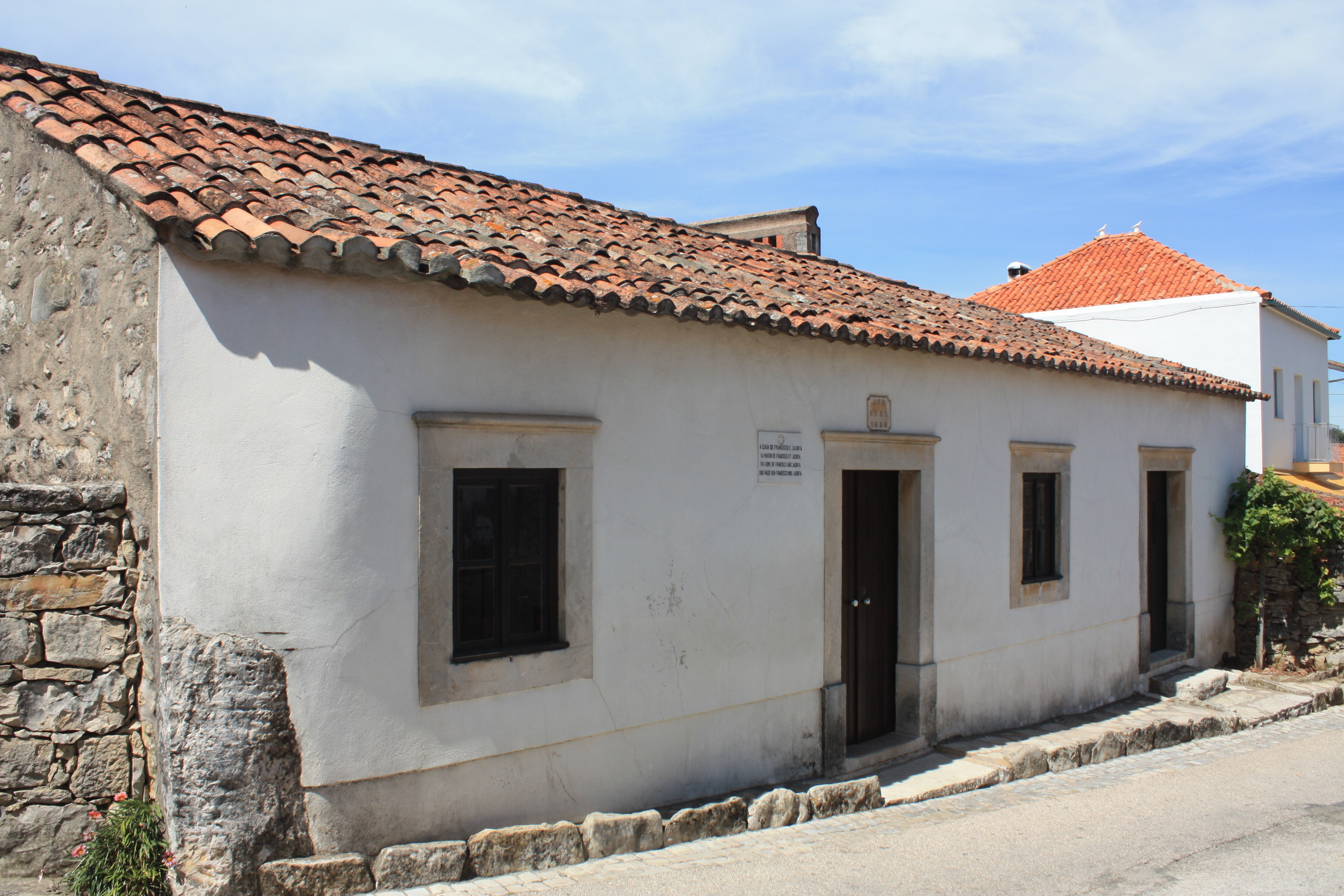
Casa do Francisco e da Jacinta Marto em Aljustrel, Fátima

Lúcia tornou-se freira de clausura monástica da Ordem das Carmelitas Descalças e recebera, em criança, três visitas de um anjo em conjunto com os primos. Entre abril e outubro de 1916, o chamado Anjo de Portugal (ou Anjo da Paz) convidou-os a rezar e apelou à penitência. O anjo visitou-os duas vezes na Loca do Cabeço, no lugar dos Valinhos, e uma vez ao pé do poço no jardim da casa dos pais de Lúcia. Francisco Marto morreu em 1919, em casa, na aldeia de Aljustrel, e Jacinta Marto morreu em 1920, no Hospital de Dona Estefânia, em Lisboa, ambos por causa da pneumónica (entre 1918-1920). Foram mais tarde beatificados, no dia 13 de maio de 2000, pelo Papa João Paulo II, e canonizados, no dia 13 de maio de 2017, pelo Papa Francisco. No caso de Lúcia, ela viveu até ao ano de 2005, tendo falecido como religiosa carmelita no Carmelo de Santa Teresa, em Coimbra.
Para marcar o sítio das aparições, foi construído um arco de madeira com uma cruz na Cova da Iria. Os religiosos – tanto frades, como freiras – e os leigos começaram a viajar em peregrinação ao sítio das aparições. A 6 de agosto de 1918, com donativos dos peregrinos, construiu-se uma capela pequena, construída com pedras, pedra calcária e argila, com apenas 3,3 metros de comprimento por 2,8 metros de largura e 2,85 metros de altura. A Cova da Iria rapidamente se tornou um importante centro internacional de culto mariano.
Ao longo dos anos, com a consolidação do santuário como um importante centro de culto mariano e com a crescente atenção dada por papas e outros destacados prelados à Mensagem de Fátima, as peregrinações, procissões e orações no local viriam a crescer enormemente, atraindo grandes multidões de todo o mundo. Em 2015, o santuário acolheu 6 milhões e 676 mil visitantes nas 9 948 celebrações realizadas ao longo do ano com a maior afluência de peregrinos a ocorrer durante o mês de maio.
A construção do atual Santuário de Nossa Senhora de Fátima, assim como a instalação de mosteiros e conventos de diversas ordens e congregações religiosas católicas, trouxeram um grande desenvolvimento para a freguesia de Fátima e a toda a região envolvente. Fátima foi elevada de vila à categoria de cidade a 12 de julho de 1997. Atualmente, existem milhares de peregrinações anuais, vindas de várias regiões de Portugal e do estrangeiro, as quais estimulam o turismo da região.
Fátima é, anualmente, a cidade anfitriã da Corrida e Caminhada pela Paz.

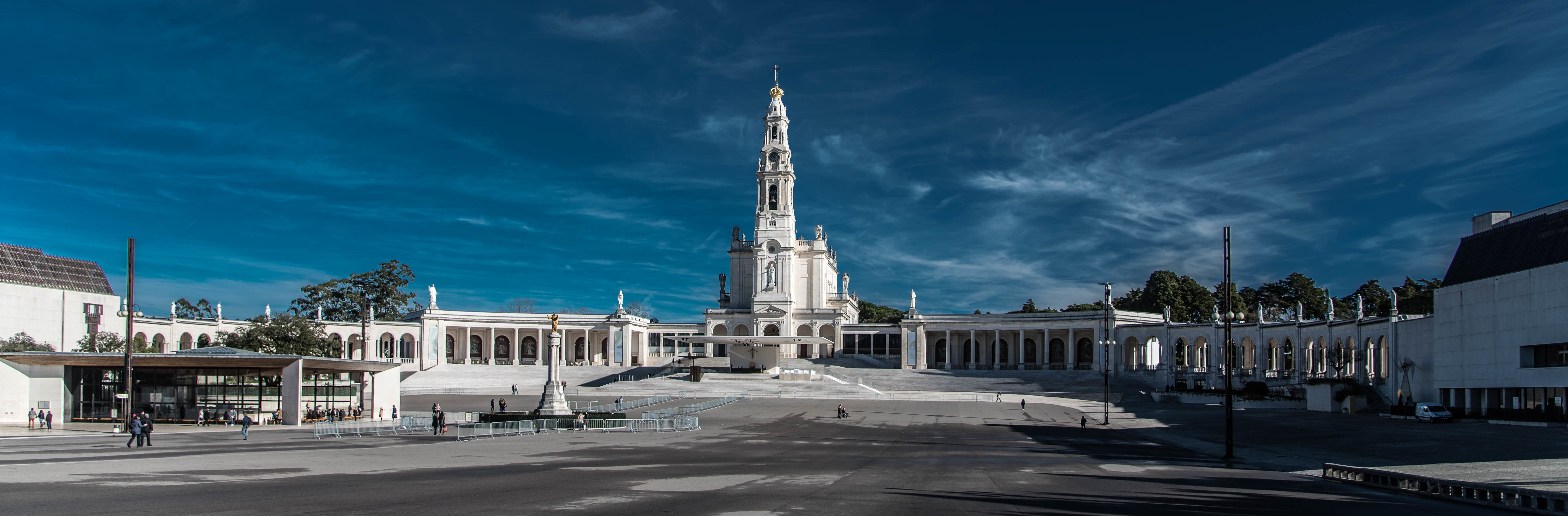
Vista panorâmica do Santuário de Fátima na Cova da Iria com a Capelinha das Aparições, o Monumento ao Sagrado Coração de Jesus e a Basílica de Nossa Senhora do Rosário

## Demografia
A população registada nos censos foi:
| Distribuição da População por Grupos Etários | Distribuição da População por Grupos Etários | Distribuição da População por Grupos Etários | Distribuição da População por Grupos Etários | Distribuição da População por Grupos Etários |
| -------------------------------------------- | -------------------------------------------- | -------------------------------------------- | -------------------------------------------- | -------------------------------------------- |
| Ano                                          | 0-14 Anos                                    | 15-24 Anos                                   | 25-64 Anos                                   | > 65 Anos                                    |
| 2001                                         | 1884                                         | 1421                                         | 5329                                         | 1668                                         |
| 2011                                         | 1801                                         | 1401                                         | 6104                                         | 2290                                         |
| 2021                                         | 1742                                         | 1454                                         | 6895                                         | 3121                                         |

## Visitas papais

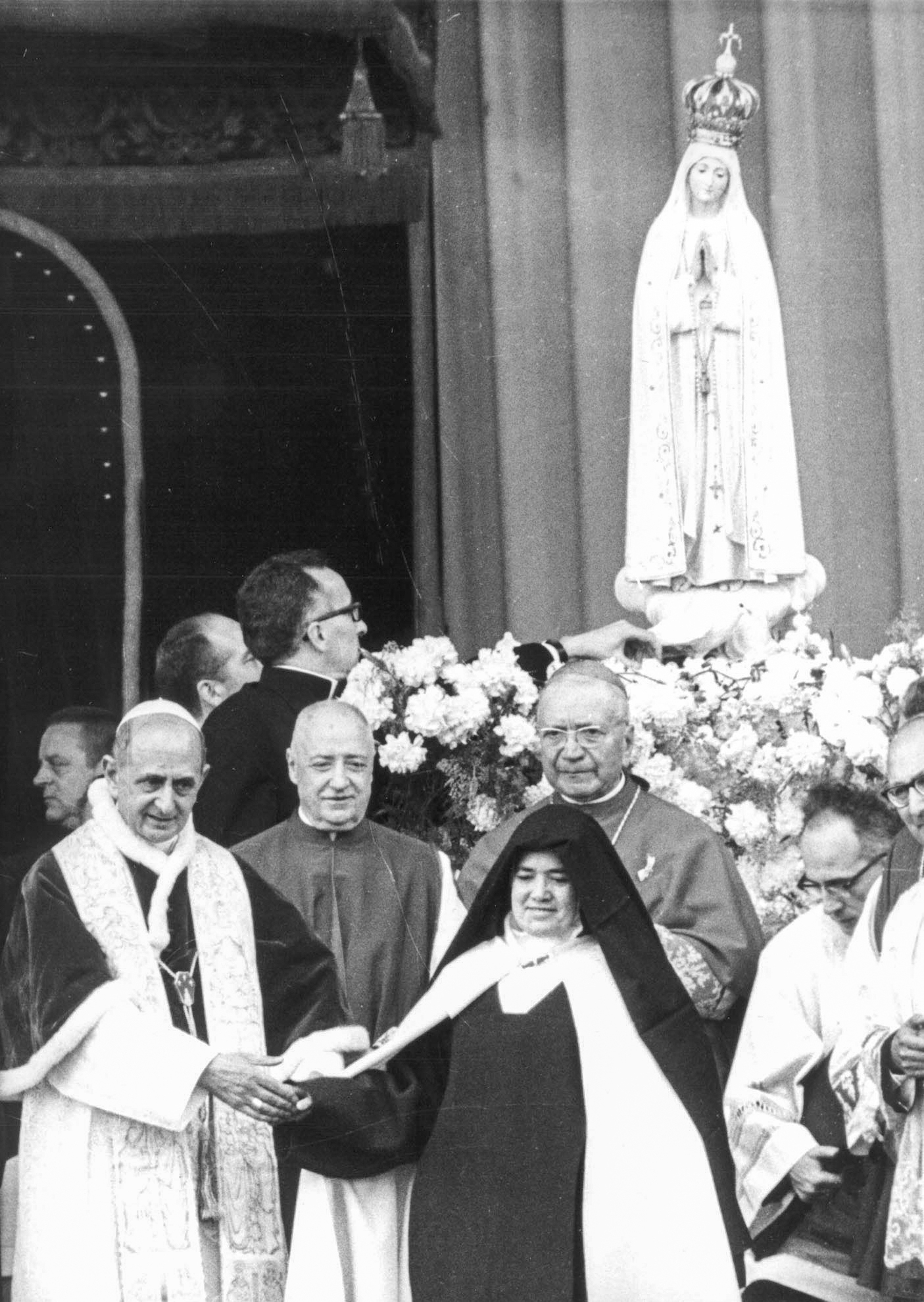
O Papa Paulo VI com a Irmã Lúcia em Fátima no dia 13 de maio de 1967

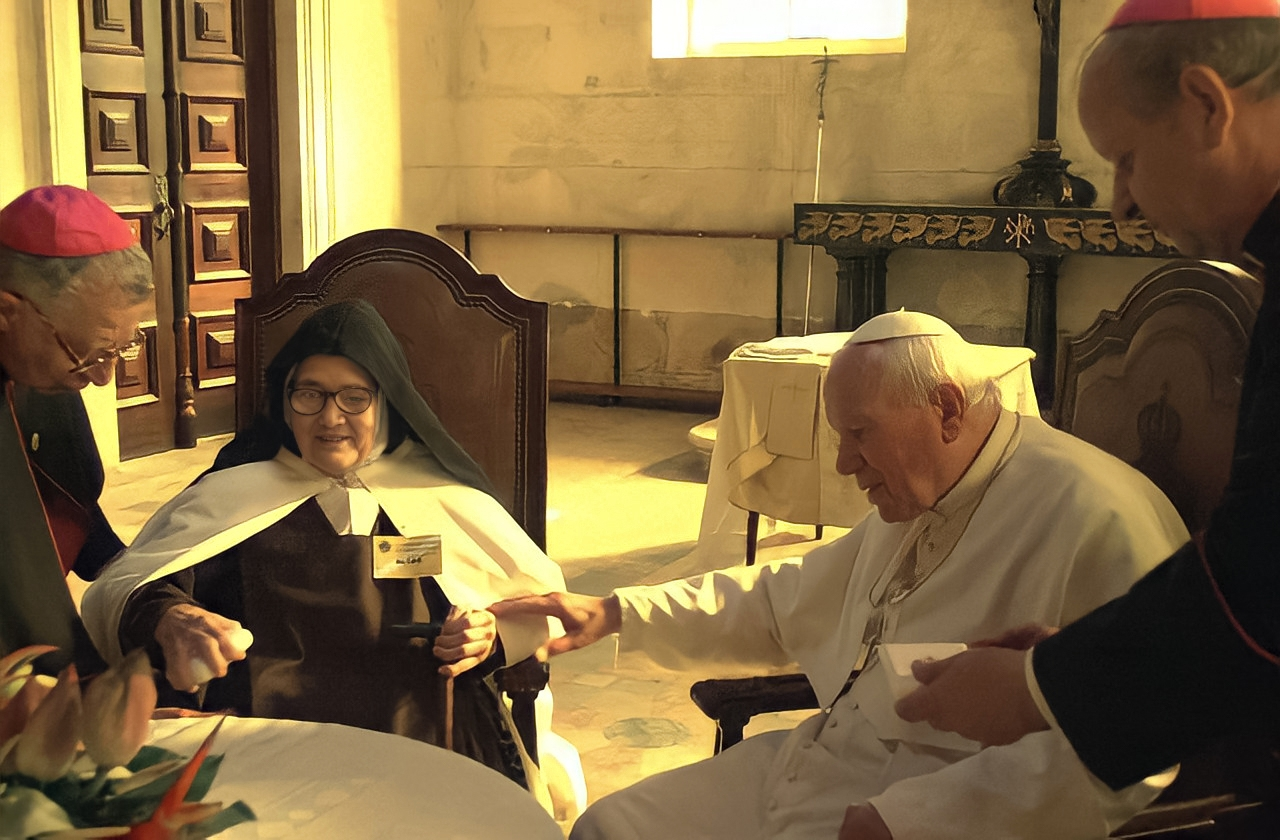
Encontro da Irmã Lúcia com o Papa João Paulo II a 13 de maio de 2000

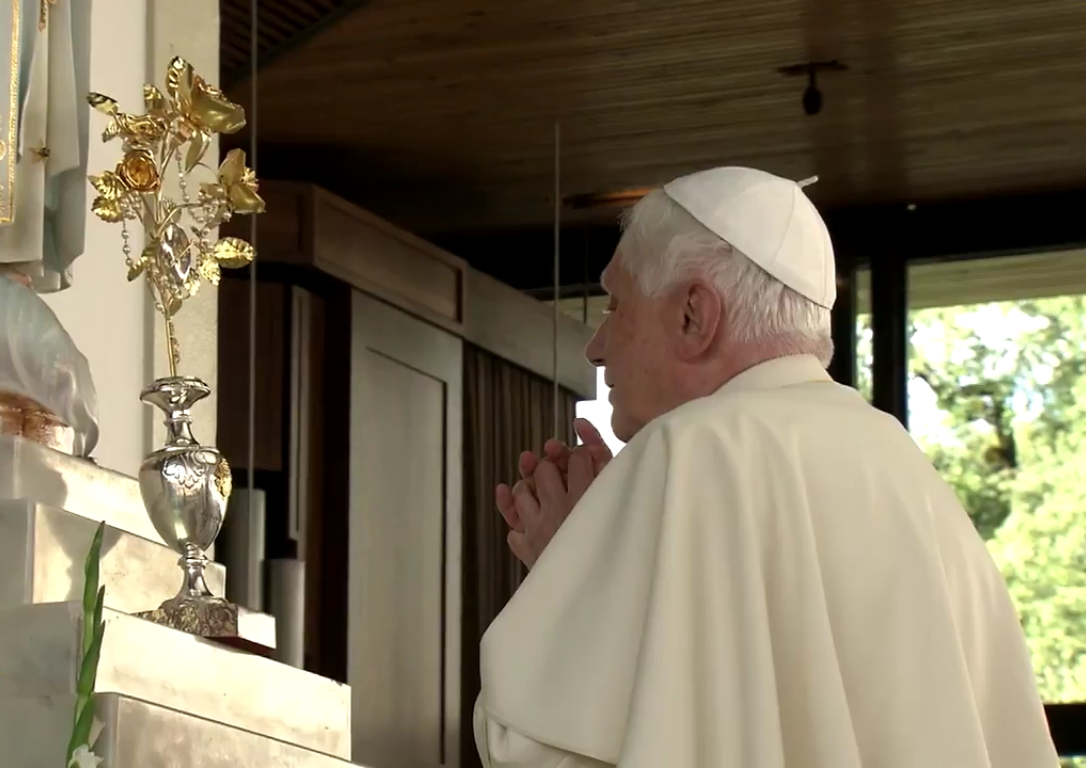
O Papa Bento XVI no momento da entrega da segunda Rosa de Ouro à Virgem de Fátima em Maio de 2010

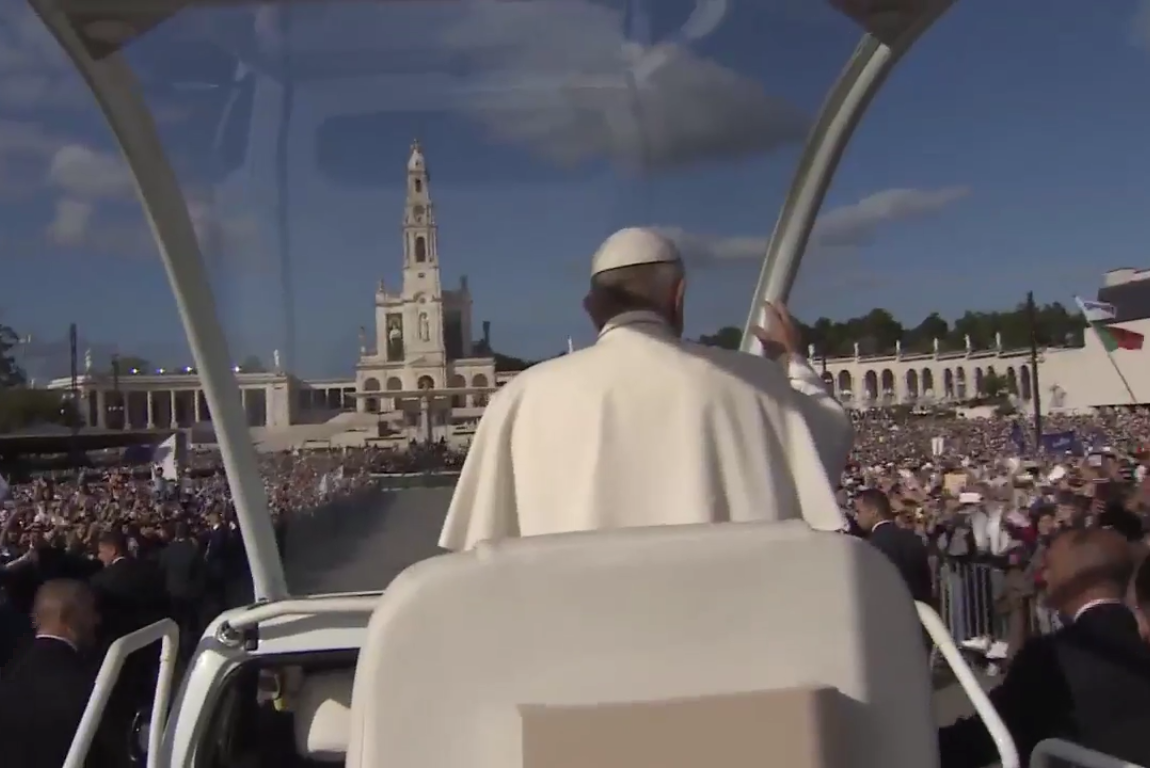
O Papa Francisco em Fátima, 2017

- Maio de 1967 – Papa Paulo VI (única vez) naquela que foi a primeira visita de um Sumo Pontífice a Portugal. Ofereceu a primeira Rosa de Ouro a Nossa Senhora de Fátima.[9]
- Maio de 1982 – Papa João Paulo II (1.ª vez) – um ano depois de ter sofrido um atentado na Praça de São Pedro, no Vaticano.
- Maio de 1991 – Papa João Paulo II (2.ª vez) – na simples qualidade de "peregrino de Fátima".
- Maio de 2000 – Papa João Paulo II (3.ª vez) – durante esta visita, no Ano Santo do jubileu do Segundo Milénio, o Papa beatificou os irmãos Francisco e Jacinta Marto, e consagrou solenemente o Terceiro Milénio (que então se iniciava) ao Imaculado Coração de Maria. Conversou com a Irmã Lúcia.
- Maio de 2010 – Papa Bento XVI (única vez) – como peregrino e essencialmente para comemorar o 10.º aniversário da beatificação de Francisco e Jacinta Marto. Ofereceu a segunda Rosa de Ouro a Nossa Senhora de Fátima.
- Maio de 2017 – Papa Francisco (1.ª vez) – para comemorar o 100.º aniversário (Centenário) das aparições de Nossa Senhora em Fátima e proceder à canonização de Francisco e Jacinta Marto. Ofereceu a terceira Rosa de Ouro a Nossa Senhora de Fátima.
- Agosto de 2023 – Papa Francisco (2.ª vez) – para rezar à Virgem Maria na companhia de jovens com deficiência e de jovens reclusos. Regressou a Portugal no contexto da Jornada Mundial da Juventude de 2023.

## Transportes e localização

### Localização e clima

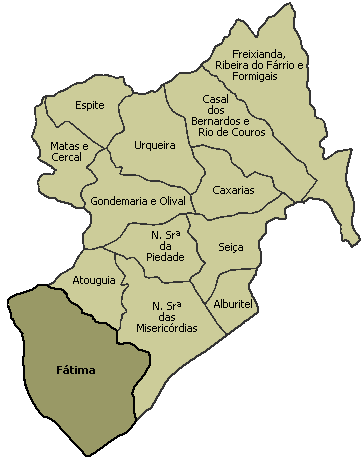
Concelho de Ourém com a freguesia de Fátima destacada

Fátima situa-se no coração da Serra de Aire, a cerca de 350 metros de altitude, no Maciço Calcário Estremenho e integrada no Sistema Montejunto-Estrela. Em termos geográficos está na confluência de três zonas geográficas correspondentes às três antigas províncias portuguesas: o Ribatejo, a Estremadura e a Beira Litoral. Em termos administrativos, contudo, por estar integrada no Município de Ourém, no Distrito de Santarém, sempre pertenceu à província da Beira Litoral, por estar localizada no extremo noroeste do distrito. Na atualidade está englobada estatísticamente à região  do Oeste e Vale do Tejo, de Portugal.
A cidade de Fátima está na zona de transição entre o clima mediterrânico com influência marítima (csb), típico do litoral oeste, e o clima mediterrânico continentalizado (csa) típico do interior. Assim sendo o clima da cidade de Fátima caracteriza-se por verões quentes, secos e bem soalheiros, com temperaturas que variam, aproximadamente entre os 30 °C e os 15 °C e invernos frescos, húmidos e com temperaturas que variam normalmente entre os 15 °C e os 5 °C. Temperaturas mínimas negativas e geadas nunca foram raras durante o inverno. Nos últimos anos devido às alterações climáticas e a maiores períodos secos as temperaturas máximas têm subido. As temperaturas mínimas não têm registado variação estatisticamente significativa, já que se por um lado frentes frias em Portugal estão cada vez menos consistentes e duradouras (com queda de neve cada vez menos provável), dias secos no inverno sempre propiciaram mínimas baixas.
A queda de neve pode ocorrer, ocasionalmente, em invernos mais instáveis, ainda assim com alguma dificuldade. As últimas vezes em que nevou na zona foram a 09 de janeiro de 2021, 27 de fevereiro de 2016 e de 2013, embora não tenham ocorrido quaisquer transtornos. Ainda este século, nevou também no dia 10 de janeiro de 2010 (com pouca intensidade), e a 29 de janeiro de 2006 (com muita intensidade), nevão intenso esse que obrigou ao corte da principal auto-estrada do país (A1) entre Santarém e Leiria, e que cobriu todo o lugar da Cova da Iria, onde se situa o Santuário de Fátima, e o lugar dos Valinhos.
Um dos lugares localizados no interior da freguesia é o de Aljustrel, do qual eram originários os três pastorinhos de Fátima: Lúcia, Francisco e Jacinta.

### Transportes

#### Rodoviário

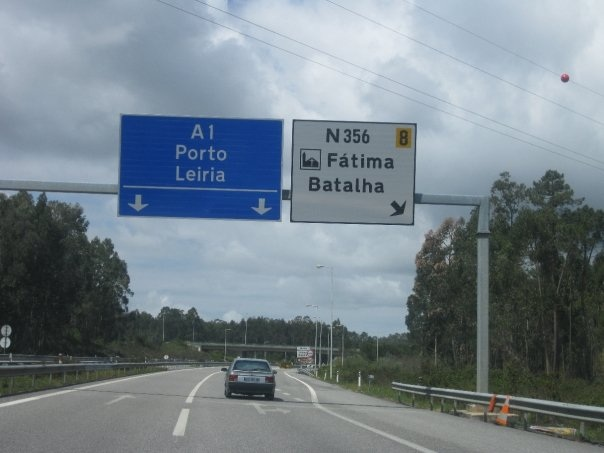
Entrada da autoestrada A1 em Fátima

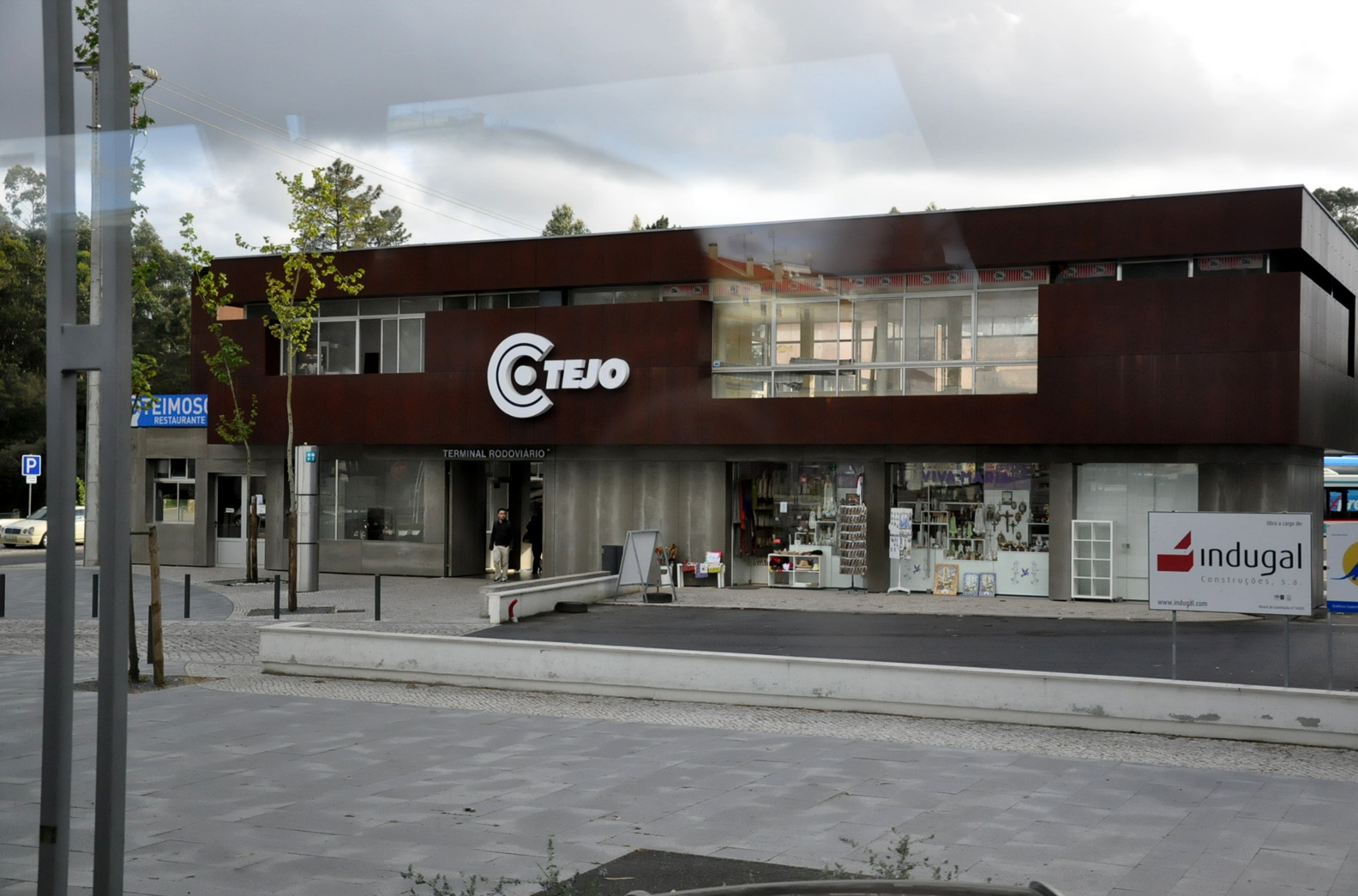
O Terminal Rodoviário de Fátima

O transporte rodoviário é, de todos o que mais facilmente permite um acesso à zona central da cidade de Fátima. A freguesia é atravessada pela auto-estrada A1, a principal autoestrada portuguesa, que liga Lisboa ao Porto, tendo uma saída que permite chegar ao Santuário e ao centro d em menos de 5 minutos. Fátima é igualmente servida por uma outra via rápida, o IC9, que, liga a Nazaré a Ponte de Sor atravessa os concelhos da Nazaré, Alcobaça, Batalha, Porto de Mós, Leiria, Torres Novas, Tomar, Abrantes e, Ponte de Sor.
Em nível de transporte rodoviário público, existe um terminal rodoviário perto do Santuário que é operado maioritariamente pela Rede Expressos, com ligações frequentes a partir de Lisboa e do Porto, como também de outras localidades como Braga, Bragança, Vila Real, Viana do Castelo, Viseu, Coimbra, Faro, Santarém entre outras e, ocasionalmente de Espanha e até de França (esta maioritariamente em agosto devido aos peregrinos tanto turistas como emigrantes).
Os táxis também são muito comuns na cidade, mantendo atualmente as cores emblemáticas dos táxis antigos: preto e verde, embora haja alguns de cor creme. Existem várias praças de táxis nos principais pontos da cidade, onde circula mais de uma dezena de veículos.

#### Ferroviário

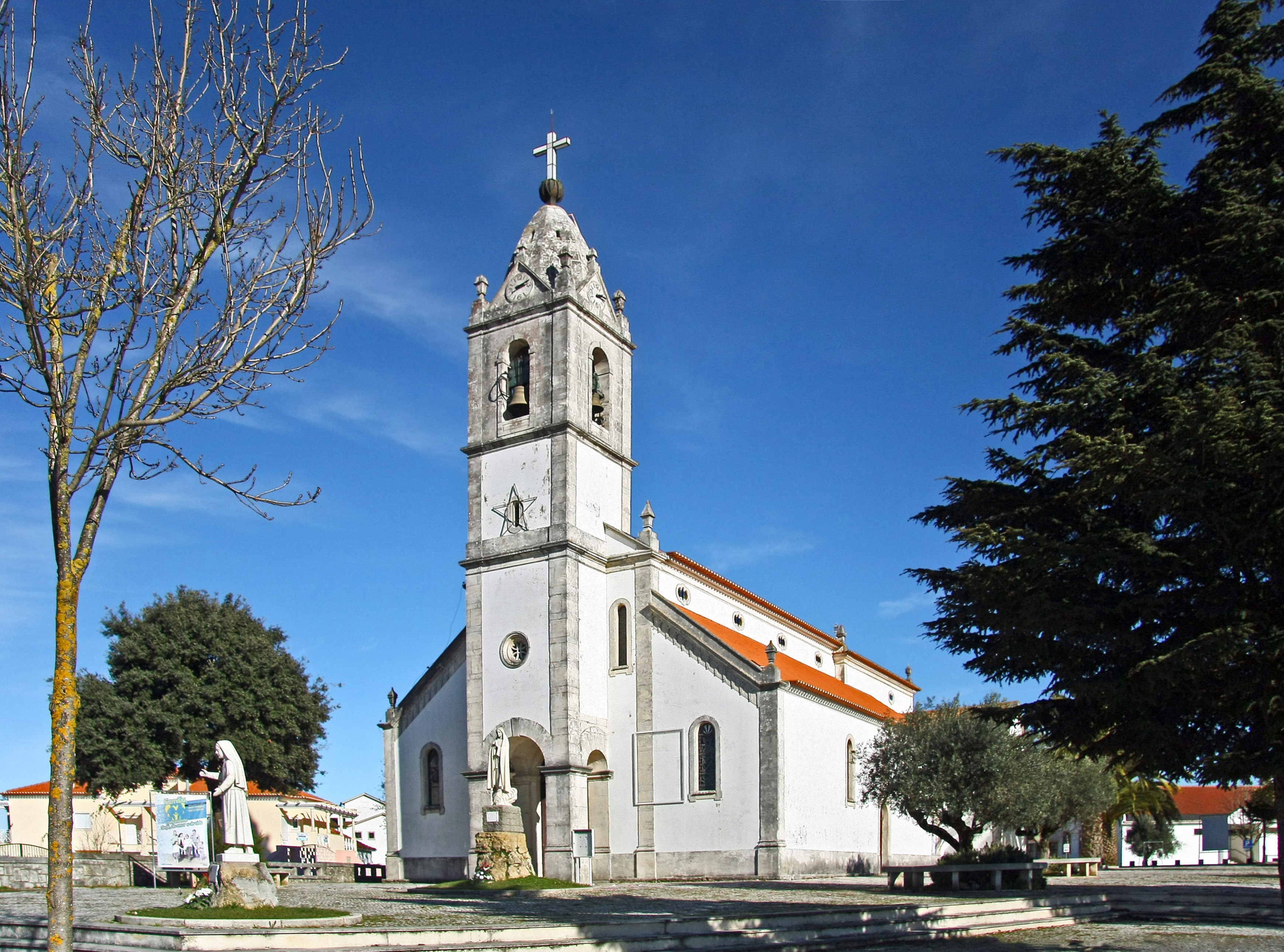
A Igreja Matriz – Paroquial de Fátima

Fátima não é servida por nenhuma estação de comboios. Embora na Linha do Norte exista uma estação com esse nome (atual Estação Ferroviária de Chão de Maçãs-Fátima), a mesma está situada a 22 km a leste do centro da freguesia, já no concelho vizinho de Tomar, freguesia da Sabacheira. O concelho de Ourém é atravessado por essa mesma linha mas, noutras freguesias. A estação ferroviária mais próxima em quilometragem de Fátima é a Estação de Caxarias, a cerca de 18 km a nordeste, servida pelos Intercidades (CP) Lisboa-Porto, Lisboa-Guimarães e Lisboa-Guarda. Dessa estação, aquando da paragem de um Intercidades, parte um serviço rodoviário para o centro de Fátima.

#### Aéreo
Fátima é servida por um aeródromo com heliporto, situado a 4 km do atual estádio de futebol e a cerca de 10 km do Santuário, que é utilizado pela Proteção Civil para combate aos incêndios florestais e também é utilizado aquando das visitas oficiais do Papa a Portugal, normalmente depois de aterrarem no Aeroporto Humberto Delgado, em Lisboa (foi o caso do Papa João Paulo II em 1982, 1991 e 2000 e do Papa Bento XVI em 2010). Em 2017, excecionalmente, a visita do Papa Francisco fez-se do uso da Base Aérea de Monte Real para o estádio de futebol de Fátima. Ao nível de aviação civil é igualmente o Aeroporto de Lisboa o mais próximo da cidade de Fátima, situado a cerca de 115 km a sul. Algumas carreiras da Rede Expressos ligam diretamente Fátima ao Aeroporto de Lisboa.

## Distâncias

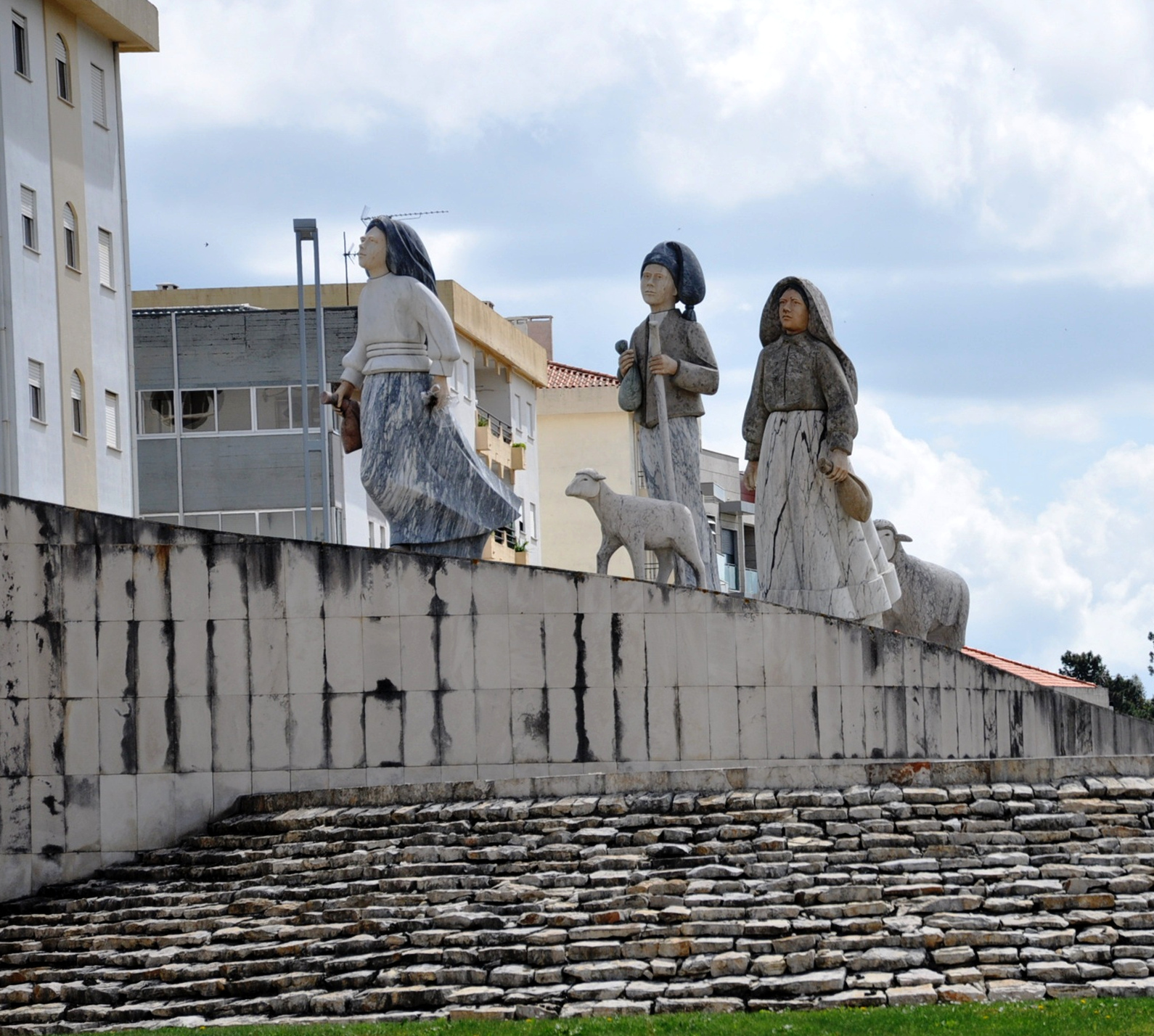
Monumento aos três pastorinhos de Fátima na Rotunda Sul de Fátima

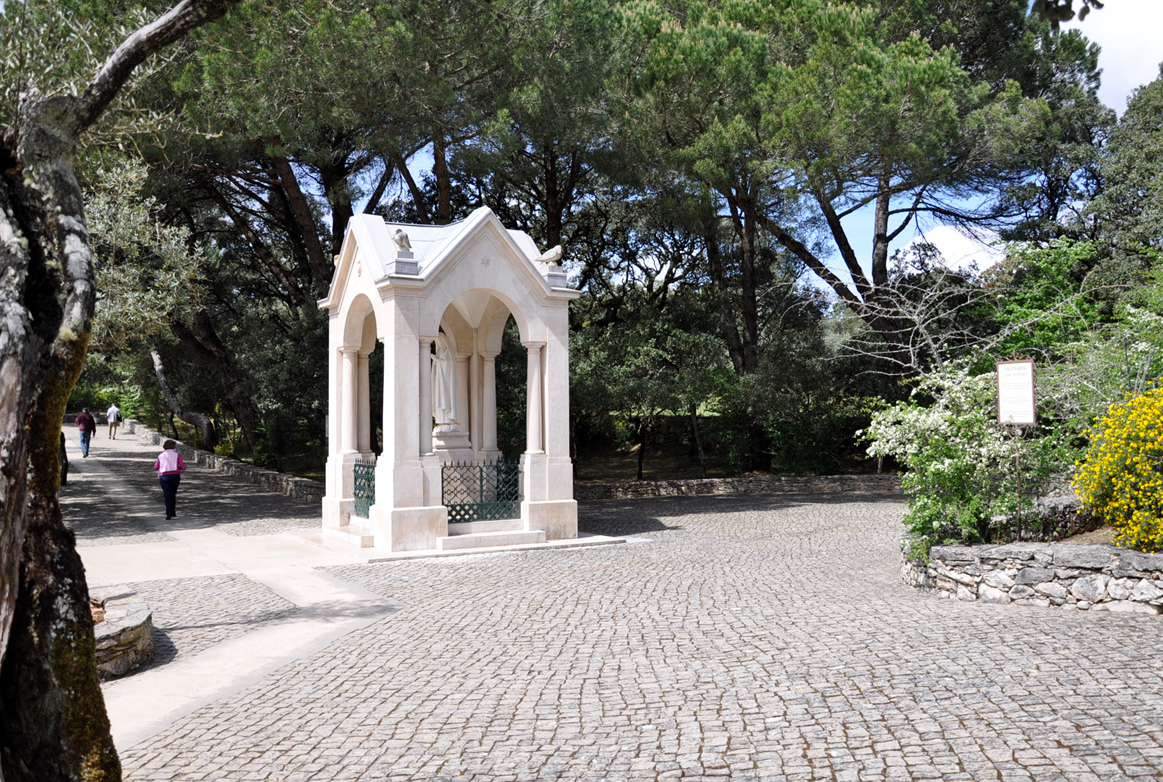
Os Valinhos, outro local de aparição de Nossa Senhora, em Fátima

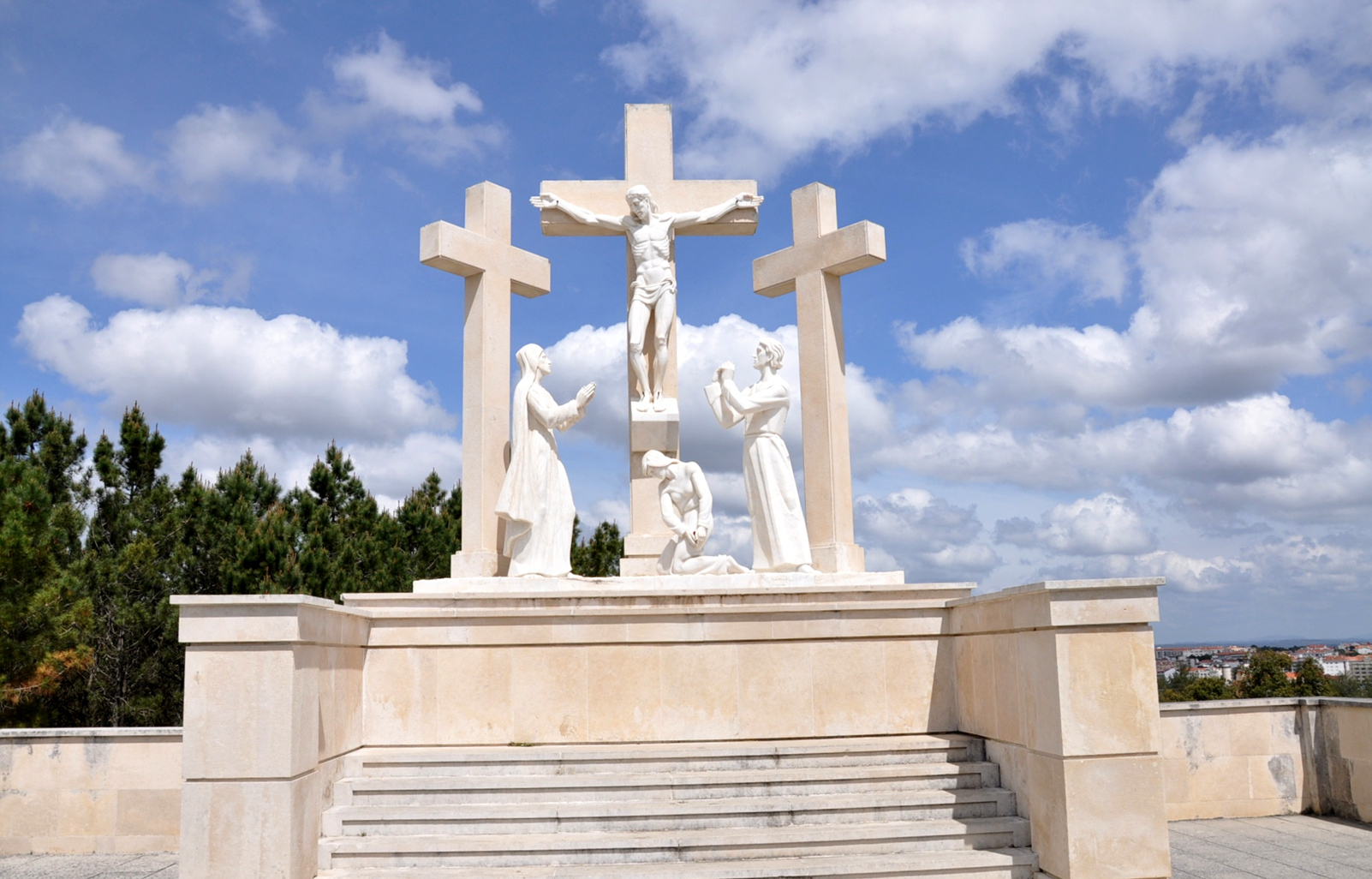
O Calvário Húngaro em Fátima

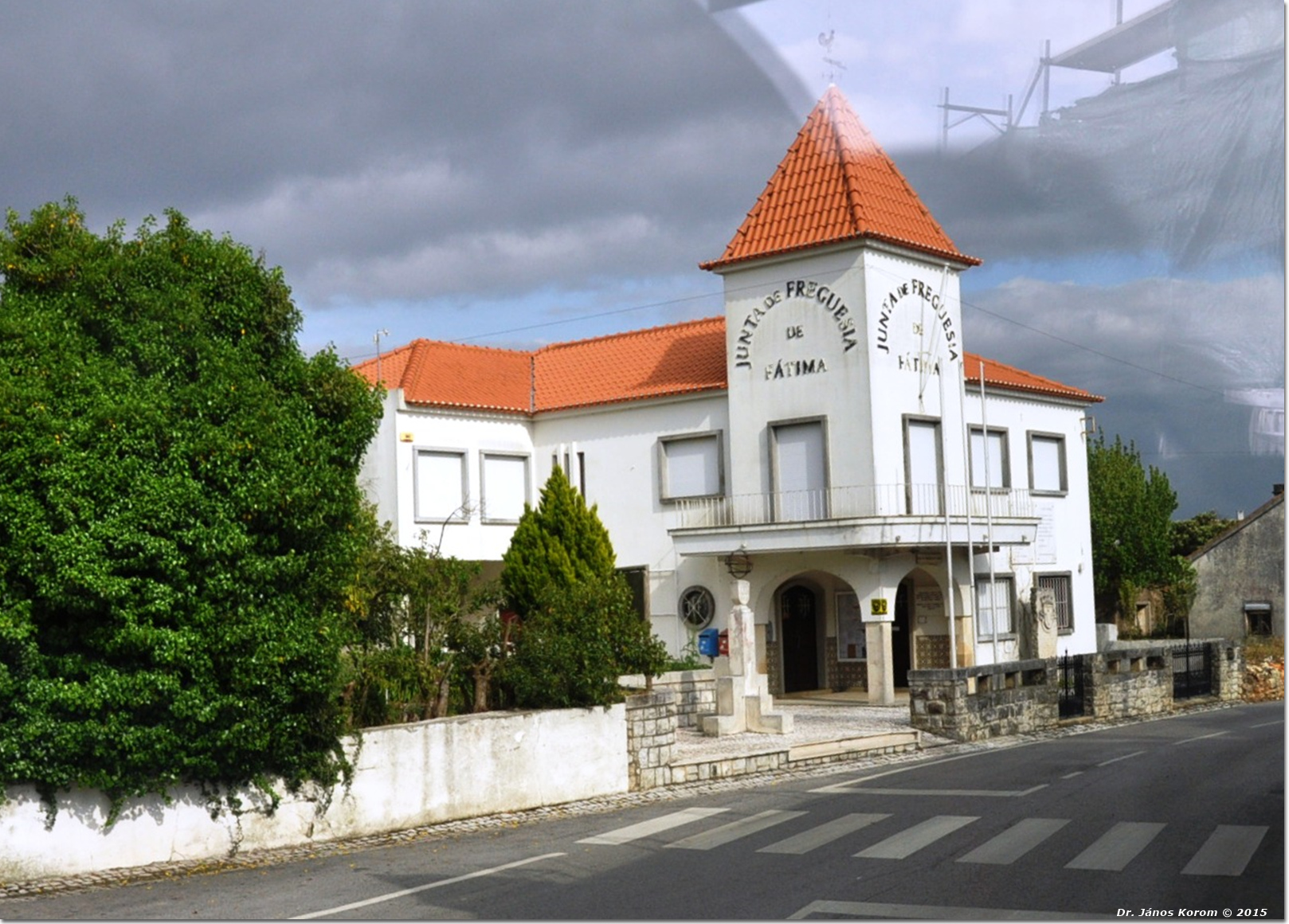
Sede da Junta de Freguesia perto da Igreja Matriz – Paroquial de Fátima

Distâncias com outros importantes centros nacionais:
- Lisboa – 125 km
- Almada – 137 km
- Porto – 194 km
- Coimbra – 85 km
- Faro – 365 km
- Leiria (sede da diocese) – 25 km
- Santarém (capital do distrito) – 60 km
- Ourém (sede do concelho) – 13 km

## Património
- Santuário de Fátima
- Capelinha das Aparições

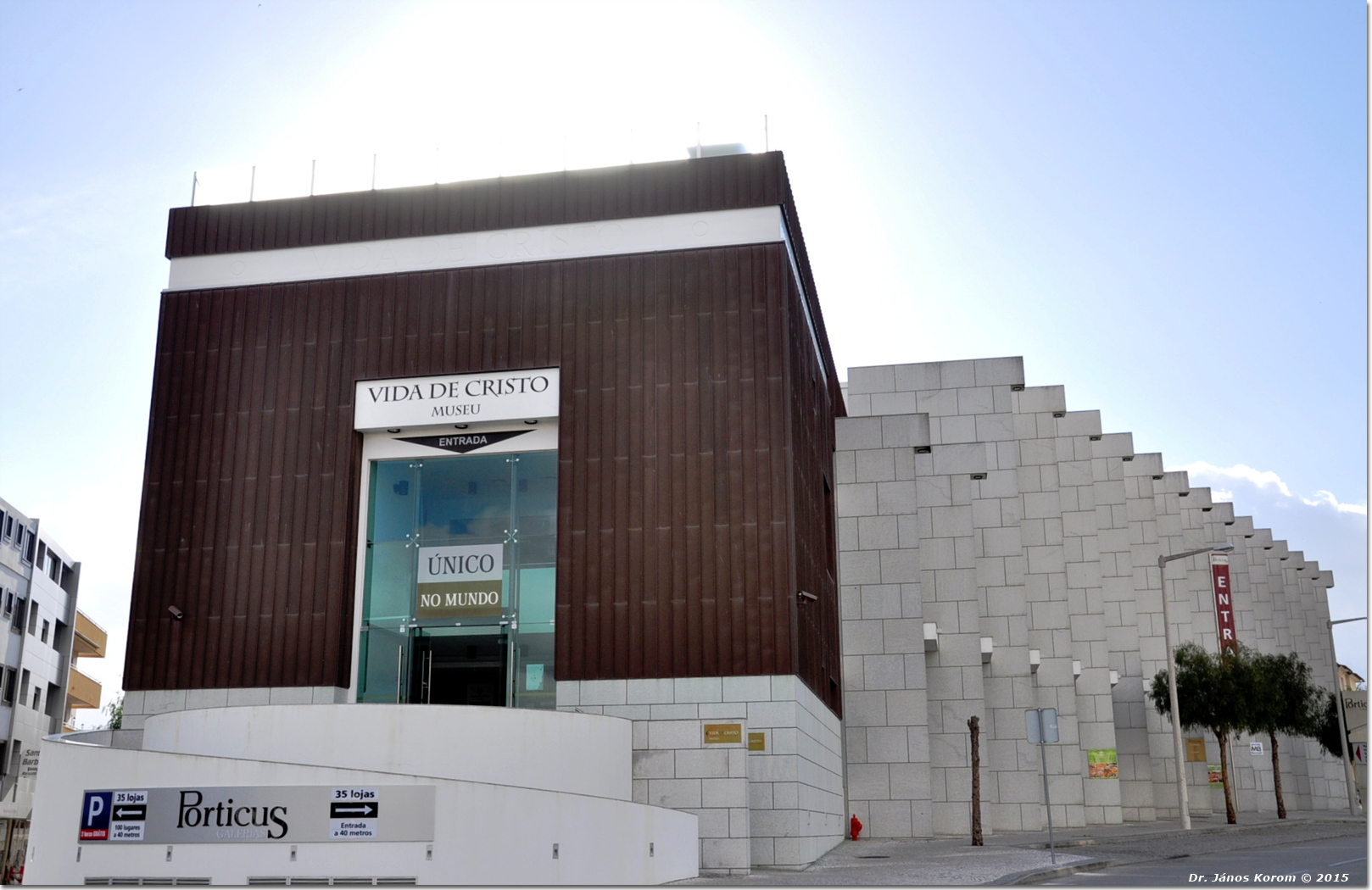
O Museu Vida de Cristo em Fátima

- Basílica de Nossa Senhora do Rosário
- Basílica da Santíssima Trindade
- Carmelo de São José
- Monumento aos Três Pastorinhos
- Via-Sacra dos Valinhos e Calvário Húngaro
- Loca do Cabeço / Anjo da Paz
- Casa-Museu de Aljustrel
- Casas dos Pastorinhos de Fátima
- Igreja Paroquial de Fátima
- Grutas de Mira de Aire
- Grutas da Moeda
- Pegadas de dinossauro da Serra de Aire
- Moinhos da Fazarga
- Mosteiro Pio XII
- Museu de Cera de Fátima
- Museu de Arte Sacra e Etnologia
- Museu Vida de Cristo
- Santuário de Nossa Senhora da Ortiga